# ویلیجرز
ویلِیجرز (به انگلیسی: Villagers) نام یک گروه ایندی ایرلندی است که توسط کونر جی. اوبرین (به انگلیسی: Conor J. O'Brien) تأسیس شد و از سال ۲۰۰۸ تاکنون فعال بوده است. آن‌ها در سال ۲۰۱۰ اولین آلبوم خود به نام شغال شدن را منتشر کردند و سه سال بعد در ژانویه ۲۰۱۳ آلبوم دوم خود دوردیار را به انتشار رساندند.
آنها در فستیوال‌های متعددی اجرا داشته‌اند و همچنین به همراه گروه‌های دیگری از جمله تریسی چپمن، Bell X1 ،Tindersticks و Elbow دست به برگزاری تورهایی زده‌اند.

## آلبوم‌ها
| سال  | عنوان     |
| ---- | --------- |
| ۲۰۱۰ | شغال شدن  |
| ۲۰۱۳ | {دوردیار} |

## تاریخچه

### ۲۰۰۸
کونر اوبرین گروه ویلیجرز که به انگلیسی معنی "دهاتی‌ها" می‌دهد را پس از جدایی از گروه قبلی‌اش د-ایمیدییت تشکیل داد. همان فردای پس از پایه‌گذاری ویلیجرز، هنگامی که اوبرین بیدار شد در حالت خماری اولین آهنگ را برای گروهش نوشت. فرصتی که اوبرین در گروه کثی دیوی به عنوان گیتاریست فعالیت داشت برای پرورش سبکش بسیار حیاتی بود چراکه او پیشتر هیچگاه خارج از د-ایمیدییت در کنار کسی اجرا نکرده بود. ویلیجرز اولین اجرای زنده‌شان را به عنوان پیش‌اجرای گروه د-چپترز که آن‌ها هم در سبک ایندی فعال و اهل دوبلین بودند، در برنامه‌ای در نوامبر ۲۰۰۸ صورت دادند. در آن رویداد، گروه تنها دو جلسه و کمی پیشتر از اجرا با هم تمرین کرده بودند و در کل هفت آهنگ بیشتر نداشتند که همه آهنگ‌ها توسط اوبرین نوشته و برای تمرین به سایر اعضای گروه داده شده بود.

### ۲۰۰۹
در سال ۲۰۰۹ گروه در یکی از برنامه‌های تلویزیونی به‌نام آواهای دیگر که معمولاً چهارشنبه شبها از یک شبکه پرمخاطب ایرلندی en:RTÉ Two روی آنتن می‌رفت اجرایی داشت. آلبوم چندآهنگه آغاز به کار ویلیجرز گونه تهی (به انگلیسی: Hollow Kind) نام داشت و در فوریه ۲۰۰۹ منتشر شد. آلبوم دربردارنده چهار آهنگ بود که همه‌شان توسط اوبرین نوشته و اجرا شده بود و برای ویلیجرز همسنجی و مقایسه با اسپارکل‌هورس و  برایت‌آیز را به همراه داشت. پس از آن ویلیجرز به یک تور موسیقی رفتند و این بار به عنوان پیش‌اجرای نیل یانگ فعالیت داشته و در سراسر اروپا همراه تریسی چپمن اجرای خودشان را دنبال کردند.

حضور ویلیجرز و نوازندگی‌شان تا به اینجا تنها شروعی بود برای حضور پررنگ تر آن‌ها در فستیوال‌ها، کنسرت‌ها و تورهای گوناگون، مطرح، معتبر و پر هیجانی که سرتاسر ایرلند و اروپا برگزار شدند و در برخی از آن‌ها ویلیجرز در کنار گروه‌های ایندی و آلت‌راک دیگری فعالیت کردند. در خلال یکی از همین اجراها اوبرین با درخواست سکوت و آرامش از تماشاچیان خشم و هیاهوی آن‌ها را برانگیخت. در اکتبر ۲۰۰۹ گروه اولین تک‌آهنگ خود به نام روی صحنه‌ای روشن از آفتاب (به انگلیسی: On a Sunlit Stage) را منتشر کرد. جیم کرول روزنامه‌نگار روزنامه تایم ایرلندی، ژورنالیست موسیقی و از بنیان‌گذاران جشنواره سالیانه موسیقی جایزه موسیقی برگزیده، یکی از اجراهای ویلیجرز را این‌چنین توصیف کرد:

اجرایی جالب توجه و درخور حضور برای آنهایی که به دنبال پاپ نامتعارف، فولک وهم‌آور و مکدر و آهنگ‌ها و صداهای خالص و احساسی هستند

### ۲۰۱۰
در ۱۵ ژانویه ۲۰۱۰ در فستیوالی در شهر خرونینگن هلند ویلیجرز نماینده ایرلند بودند، همچنین آن‌ها در تلاش برای بالا بردن کمک‌های نقدی به پیامدهای زمین‌لرزه هائیتی مشارکت داشتند. پس از آن همراه تیندراستیکز در ماه مارس رهسپار توری شدند و تک‌آهنگ شغال شدن را منتشر کردند. ویلیجرز سرانجام اولین آلبوم خود شغال شدن را که به صورت استدیویی ضبط شده بود در ۱۴ مه ۲۰۱۰ برای اولین بار در ایرلند به انتشار رساندند و آلبوم بی‌درنگ به جایگاه اول در جدول آلبوم‌های ایرلندی و جدول آلبوم‌های ایندی ایرلندی دست پیدا کرد. خواهر بزرگتر اوبرین در همان هفته درگذشت و در خلال سه هفته بعد آلبوم در بریتانیا و ایالات متحده نیز انتشار یافت که بی‌وقفه بسوی بالای جدول ایندی پیش‌رفت. گروه به برگزاری کنسرت و تور ادامه داد و در نیویورک نیز کارهایی اجرا کرد و نقدهای مثبتی دریافت نمود.

### ۲۰۱۱
در مارچ ۲۰۱۱ ویلیجرز به گروه البو برای یک تور دو هفته‌ای در ایرلند و بریتانیا ملحق شدند.

### ۲۰۱۳
در ژانویه ۲۰۱۳ دومین آلیبوم خود به نام دوردیار (به انگلیسی: Awayland) که همانند آلبوم اول یازده آهنگ داشت را به انتشار رساندند.

## سبک
از کونر اوبرین برای اشعار و متن‌های تاریک ترانه‌هایش یاد شده است، روزنامه گاردین در مطلبی دربارهٔ حس اشعارش اینگونه نوشت: «حسی گرفته و وهم‌آور از بی‌قراری». جان پرلز روزنامه‌نگار آمریکایی نیویورک تایمز پس از آنکه شاهد اجرایی زنده از ویلیجرز در نیویورک بود، آن‌ها را با د-فریمز، یوتو و لئونارد کوهن مقایسه کرد.

## افتخارات
ویلیجرز تنها حرکت و رویدادی از ایرلند هستند که امضای دومینو رکوردز پای کارشان خوره و این شرکت با آن‌ها قرارداد بسته است. ریچی ایگان پایه‌گذار گروه جپ دربارهٔ کونر اوبرین چنین ابراز کرده:"آن جنتلمن، هرآنچه را که در مورد موسیقی عزیز می‌پندارم تجسم می‌بخشد". او پس از آنکه در یکی از اجراهای اخیر ویلیجرز شرکت کرده بود گفته بود اجرای گروه رویش تأثیر داشته و به او الهام بخشیده است و این اظهار زمانی بود که خودش به‌تازگی جایزه موسیقی برگزیده را گرفته بود. روزنامه تایم ایرلندی در آوریل ۲۰۰۹ فهرستی با عنوان "بهترین پنجاه جنبش ایرلندی اخیر" منتشر کرد و ویلیجرز را در جایگاه ششم قرار داد.

### جایزه مرکوری
شغال شدن در ۲۰ جولای ۲۰۱۰ نامزد جایزه مرکوری شد که داوران آلبوم را اینگونه توصیف کردند: " ظبطی از افسونی کبیر و راز". طبق روزنامه گاردین زمانی که آهنگ شغال شدن حین اعلام نامزدها در حال اجرا بود "یک خاموشی وهم آور" اتفاق افتاد.

### جایزه "Digital Socket Awards
در سال ۲۰۱۱ آلبوم شغال شدن و آهنگ معنی تشریفات (به انگلیسی: The Meaning of the Ritual) در این جشنواره در چهار بخش نامزد شدند. شغال شدن برنده بهترین اثر فولک و نامزد بهترین طراحی (وب‌سایت، تصویرسازی، پوستر) و بهترین آلبوم سال شد. معنی تشریفات برنده بهترین آهنگ سال شد.

### جایزه "Ivor Novello
کونر اوبرین عضو اصلی گروه در ۲۰۱۱ میلادی برنده جایزه بهترین آهنگ موسیقایی و شعری برای آهنگ شغال شدن شد که معتبرترین جایزه این جشنواره است.

### جوایز دیگر
ویلیجرز در جشنواره‌ها و جوایز دیگری نامزد شده‌اند، از جمله: جایزه موسیقی برگزیده، "MOJO Honours List" و "Q Awards".